# Tamopsis mallee
Espèce
Tamopsis mallee est une espèce d'araignées aranéomorphes de la famille des Hersiliidae.

## Distribution
Cette espèce est endémique d'Australie. Elle se rencontre dans le Sud de l'Australie-Occidentale, en Australie-Méridionale et en Nouvelle-Galles du Sud.

## Description
Le mâle mesure 3,88 mm.

## Publication originale
- Baehr & Baehr, 1989 : Three new species of genus Tamopsis Baehr & Baehr from Western Australia (Arachnida, Araneae, Hersiliidae). Second supplement to the revision of the Australian Hersiliidae. Records of the Western Australian Museum, vol. 14, no 3, p. 309-320 (texte intégral).